# Epidemiologische Überwachung
Epidemiologische Überwachung bzw. Surveillance bezeichnet die systematische kontinuierliche Überwachung von Erkrankungen und Sterberaten in der Bevölkerung. Ein spezieller Bereich der epidemiologische Überwachung  ist die Krankenhaus-Surveillance.
Das Wort Surveillance stammt aus dem Französischen (deutsch Überwachung) und wurde aus dem amerikanischen Englisch als Lehnswort, vor allem im medizinischen Bereich, in den deutschen Wortschatz übernommen. Zentrales Kontrollorgan für die epidemiologisch Überwachung in Deutschland ist das Robert Koch-Institut (RKI).

## Instrumente
Epidemiologische Überwachung von Krankheiten bedeutet, dass diese zunächst erkannt und erfasst werden müssen. In einem zweiten Schritt werden die gewonnenen Daten bewertet. Im letzten Schritt wird überlegt, ob und ggf. welche Maßnahmen zur Eingrenzung oder Verhinderung einer Erkrankung getroffen werden können.
Ein weiteres Aufgabengebiet ist die fortlaufende Überwachung der Sterberate zur Entdeckung von Perioden mit Übersterblichkeit, deren Ursachen näher zu ergründen sind.

### Infektionskrankheiten
Ein zentrales Aufgabengebiet der epidemiologischen Überwachung ist die Beobachtung von Infektionskrankheiten. 
Bei Infektionskrankheiten wie Influenza, die nicht regelmäßig Gegenstand ärztlich beauftragter mikrobiologischer Untersuchungen sind, gehört zur Surveillance der Aufbau eines Untersuchungsnetzes. Vor allem bei der Überwachung epidemischer Infektionserreger wird zunehmend auch auf Methoden der molekularen Epidemiologie zurückgegriffen, welche den molekularen Aufbau von Pathogenen analysieren. Daneben werden gemäß § 13 Abs. 2, 5 und 6 des Infektionsschutzgesetzes (IfSG) Sentinelerhebungen durchgeführt sowie bestimmte Angaben zur Inanspruchnahme von Schutzimpfungen und von Impfeffekten (Impfsurveillance) und für Zwecke der Feststellung einer überdurchschnittlichen Sterblichkeit der Tod, die Todeserklärung oder die gerichtliche Feststellung der Todeszeit einer im Inland verstorbenen Person (Mortalitätssurveillance) an das RKI übermittelt. Die Daten, die im Rahmen der epidemiologischen Überwachung nach § 13 IfSG erhoben worden sind, können gem. § 14 Abs. 2 Nr. 3 IfSG im Deutschen Elektronischen Melde- und Informationssystem für den Infektionsschutz (DEMIS) fallbezogen verarbeitet werden.
Ein spezieller Bereich ist die Krankenhaus-Surveillance, bei der auf der Grundlage des § 13 Abs. 3, § 23 IfSG  bestimmte Erreger in den einzelnen Kliniken erfasst, überwacht und bewertet werden sollen, um nosokomiale Infektionen zu verhüten und die Weiterverbreitung von Krankheitserregern, insbesondere solcher mit Resistenzen, zu vermeiden. Aber auch das Erfassen von Krankenhausinfektionen durch die Hygiene-Teams an den Kliniken gehört zu der Krankenhaussurveillance. Die Übermittlung der intensivmedizinischen Behandlungskapazitäten und der nicht intensivmedizinischen somatischen Behandlungskapazitäten hat nach den dazu vom Bundesministerium für Gesundheit aufgrund § 13 Abs. 7 IfSG erlassenen Rechtsverordnungen an das vom RKI geführte DIVI IntensivRegister zu erfolgen.
Im Rahmen der Deutschen Antibiotika-Resistenzstrategie (DART 2020) besteht seit 2008 ein Konzept, um die weitere Entwicklung und Ausbreitung von Antibiotika-Resistenzen zu reduzieren. Unter anderem wird das Projekt Antibiotika-Resistenz-Surveillance (ARS) vom Robert Koch-Institut in Zusammenarbeit mit der Charité in Berlin und das Projekt Antibiotika-Verbrauchs-Surveillance (AVS) durchgeführt. Hauptziel dieses Projektes ist es, die Krankenhäuser in der Durchführung der Antibiotikaverbrauchs-Surveillance gemäß § 23 Abs. 4 und Abs. 4a IfSG zu unterstützen.

### Nicht-übertragbaren Krankheiten
- Krebsregister dienen unter anderem der Überwachung der Ausbreitung von Krebserkrankungen.
- Das DPV-Register an der Universität Ulm koordiniert eine bundesweite, multizentrische Erfassung von Daten zum Diabetes mellitus.